# Aurel (Vaucluse)
Aurel je francouzská obec v departementu Vaucluse, v regionu Provence-Alpes-Côte d'Azur. Jméno obce vzniklo z původního Castro Aureli.

## Geografie
Obec leží na severovýchodě Vaucluse, východně od Mont Ventoux.
Sousední obce: Sault, Sain-Trinit, Reilhanette a Ferrassières. Územím obce protéká říčka La Nesque.

## Památky
- kostel Saint-Aurèle z 12. století

## Vývoj počtu obyvatel
Počet obyvatel

## Osobnosti obce
- Robert de Lamanon, botanik
- René Seyssaud, malíř
- Pierre Ambrogiani, malíř